# Mihaela Ani-Senocico
Mihaela Ani-Senocico (født 2. maj 1981 i Constanța, Rumænien) er en kvindelig rumænsk håndboldspiller som spiller for CS Măgura Cisnădie og tidligere Rumæniens kvindehåndboldlandshold.
Hun har tidligere optrådt for CS Universitatea Cluj-Napoca, SCM Râmnicu Vâlcea og danske Randers HK, fra 2004 til 2005.